# السلاسل (القف)

تعديل مصدري - تعديل

السلاسل هي إحدى قرى عزلة القف بمديرية القف التابعة لمحافظة حضرموت، بلغ تعداد سكانها 94 نسمة حسب تعداد اليمن لعام 2004.